# Гумба, Людмила Хицкуровна
Людмила Хицкуровна Гумба (13 февраля 1953, Гудуата, Абхазская АССР ) — советская и абхазская певица, музыкальный педагог. Лауреат Государственной премии им. Д. И, Гулиа, кавалера ордена «Ахьдз-Апша» II. Народная артистка Абхазии.

## Биография
Гумба Людмила Хицкуровна  родилась 13 февраля 1953 года в г. Гудаута. Окончила Сухумский государственный педагогический институт им. Горького – факультет абхазского языка и литературы и иностранного (английского) языка.
Л. Гумба была участницей студенческого эстрадного ансамбля, созданного Юрием Герия – пионером абхазской эстрады.
С 1972 г. Гумба – солистка вокально-инструментального ансамбля «Апсны - 67», который был создан в 1967 году под руководством народного артиста Абхазии Ш. Вардания.
В 80-е годы становится постоянной участницей телепередач Центрального ТВ СССР «Споемте, друзья» и «Шире круг», а также гала-концертов с участием российской и зарубежной эстрады в спорткомплексе «Динамо», а затем в спорткомплексе «Олимпийский».
В 1988 г. – Людмила Гумба становится лауреатом Международного фестиваля польской песни в Витебске, после чего она была приглашена в Польскую Народную Республику с концертами. Выезжала на гастроли в Германию и Кампучию по приглашению обществ Германо-Советской и Кампучия-Советской дружбы, где пользовалась огромным успехом. Неоднократно выезжала в Прибалтику, Азербайджан и, конечно, во все республики Российской Федерации, Северного Кавказа.
Наряду с вокальной деятельностью вела активную работу по выявлению одаренных исполнителей среди молодежи, являясь неизменным руководителем и участником множественных жюри, в том числе и «Апсны Стар».

## Награды
В 1977 г. – Л. Гумба становится лауреатом Международного фестиваля «Лиепайский янтарь» в Прибалтике.
В 1977 г. – обладатель II премии фестиваля «Пицунда-77», которую  разделила с Тамарой Гвердцители.
В 1978 г. – лауреат фестиваля самодеятельного творчества в Ашхабаде, обладатель Большой Медали фестиваля вместе с ВИА «Апсны - 67».
За высокое исполнительское мастерство в 1986 году удостоена звания – «Заслуженная артистка Абхазии».
В 2003 г. награждена высшим государственным орденом «Ахьдз-Апша» («Честь и слава») II  степени.
31 января 2011 года указом Президента Сергея Багапша за особый вклад в развитие музыкального искусства Республики Абхазия Людмиле Хицкуровне Гумба присвоено почетное звание «Народная артистка Республики Абхазия».
В 2017 году удостоена Государственной премии имени Д.И. Гулиа.

## Репертуар
Песня «Махаджирская колыбельная»
В репертуаре ансамбля «Апсны - 67» более ста песен, тридцать из них вошли в альбом «Золотая коллекция. Апсны - 67», которая вышла в свет в 2007 году. Автор проекта – Л. Гумба.